# Монумент Независимости (Харьков)
Монумент в честь Независимости Украины был торжественно открыт в 10-ю годовщину Независимости государства (24 августа 2001). Первый монумент был демонтирован летом 2012 года и 22 августа заменён новым.

## История
Памятник появился в 2001 году. В 2009 году попал в ТОП-10 самых безвкусных памятников. В начале 2011 года в связи с реконструкцией площадей и скверов Харькова была запланирована капитальная реконструкция площади Розы Люксембург. Монумент Независимости планировалось снести, а на его место — поставить новый памятник Соборности Украины. 3 июля 2012 монумент Независимости был снесён.

## Описание
Монумент представлял собой 16-метровую бетонную колонну, обтянутую тонким слоем меди с фигурой орла на вершине, крылья которого сложены в форме трезубца. Образом для фигуры девочки, размещённой у подножия колонны, послужила 10-летняя Дарья Стрелец — первый ребёнок, родившийся в Харькове после провозглашения независимости Украины 24 августа 1991 года. Памятник был дополнен десятью флагштоками с государственными флагами вокруг.

## Новый Монумент Независимости
22 августа 2012 года в Харькове на площади Конституции состоялась торжественная церемония открытия нового монумента в честь независимости Украины, в которой принял участие и Президент Украины Виктор Янукович. Авторами монумента являются харьковские скульпторы Александр Ридный и Анна Иванова.